# 安全器
安全器（あんぜんき、英語: cut-out switch）とは、電力ヒューズによって電気回路を保護し、安全を確保するための装置である。主に昭和時代にブレーカーの代わりとして家庭の電気回路保護器具の主力として使われた。現在のアンペアブレーカーや安全ブレーカーにあたるものである。
主に家庭での電気回路保護に使われる装置である。一般家庭は配電盤からいくつかの回路に分かれているが、それらの分かれている回路に設置されており、（分岐開閉器として、時には主開閉器として）その分岐回路保護に使われる。仕組みとしては、陶製の容器に入った螺子でセットされているヒューズが、流れている電流の限界を超えると自動的に焼ききれて電気を遮断する仕組み。なお、安全器のカバーがスイッチとなっていて、開けた瞬間に回路は切れるので、カバーを取って交換するために切れたヒューズに触れただけでは感電しない（種類によっては違う仕組みのもあるため、よく確認を取ること）。家庭用では主に15アンペア、100ボルト～250ボルトの物が使われている。規定以上のものを使用すると回路に多くの電流が流れ、回路が発熱し危険であるためあらかじめ安全器に記入されたアンペア、ボルトのものを使用しなければならない。ブレーカーでは、アンペアブレーカーのように契約アンペア値を決めることができるので契約での制限と同時に安全性を確保している。
しかし現在では、安全器はほとんどの家庭で、ヒューズ交換の手間が省けるブレーカーなどに取って代わられたためほとんど目にすることができなくなってしまった。古い民家などでは現役で使用している家庭もあるため、安全器用ヒューズそのものの生産は続けられ電気屋やホームセンターなどで入手することができる。銅の太い針金の両端にねじ止めのためのブレードがついた形。

## ヒューズの交換
ヒューズの交換にはある種の慣れが必要である。電気が流れている部位がむき出しのため、慣れていないものが交換をすると感電することがよくある。ヒューズを取り付ける位置は、安全器のカバーにあるヒューズ取り付け用の螺子をはずしておこなう。柱や壁に取り付けられた側にも取り付けられそうな形をしているが、きわめて危険である。その上、上部の部位は電気が流れているため注意。
また交換の際に切れたヒューズの形状を確認し、ショートによる溶断か、過電流による溶断かを確認する（ショートでの溶断である場合は、真っ黒くコゲている。リンクを参照のこと。）。コゲているなど何かしらの異常が認められた場合は自分で復旧させず専門業者による確認を行う。そのために専門的知識を持った者がヒューズの交換をすることが好ましい。また、湿気があり、安全器に雫が付いている場合は十分注意しなければならない。
ヒューズに不適切な材質のものを使うと、発火し火災になることがあるので十分注意する。とりわけよく見られたものとしては、予備のヒューズがない、ヒューズを買うお金が勿体無いなどの理由で応急措置的に針金で回路をつなげて復旧させるということがたびたび見られた。この場合、さまざまな要因で安全器などから発火し、火災の元になるので絶対にしてはならない。

## その他
ヒューズが切れることを、俗に「飛ぶ」「切れる」と言う。その名残で年配の世代ではブレーカーが落ちることを「ヒューズが飛ぶ」と言うことがある。